# کاترین هیکس
کاترین هیکس (انگلیسی: Catherine Hicks; ۶ اوت ۱۹۵۱) هنرپیشه اهل ایالات متحده آمریکا است. از فیلم‌هایی که وی در آن نقش داشته‌است، می‌توان به بازی بچگانه، مثل پدر مثل پسر، هشت روز در هفته و تب هیجانی شدید اشاره نمود.